# Acupalpus testaceus
Acupalpus testaceus (лат.) — вид жуков рода Acupalpus из семейства жужелиц. Багамы, Канада и США. Распространён от южного Квебека до юго-восточной Южной Дакоты, на юг до восточного Техаса, северо-восточной Луизианы, южной Флориды и Багамских островов. Включён в состав подрода Tachistodes Casey, 1914.

## Описание
Обитает в низинах: границы прудов, озёр, луж, рек, ручьёв и болот; пустыри. Открытый грунт; влажная или сырая, илистая или грязно-песчаная почва. Ночной образ жизни; также активен при весеннем солнцепёке; днём обычно укрывается под отмершими листьями и в почве. Сезонность: январь-ноябрь. Имаго зимуют на более высоких и сухих участках, на пустырях; под опавшими листьями, в почве у основания пучков травы, под кучами сена и в древесных отходах. Макроптерный: часто летает (весной на солнце, в сумерках, ночью на искусственное освещение). Иногда встречается в дрейфующем материале на берегах озер. Медленный бегун. Вид был впервые описан в 1829 году французским генералом и энтомологом Пьером Франсуа Дежаном (1780—1845).

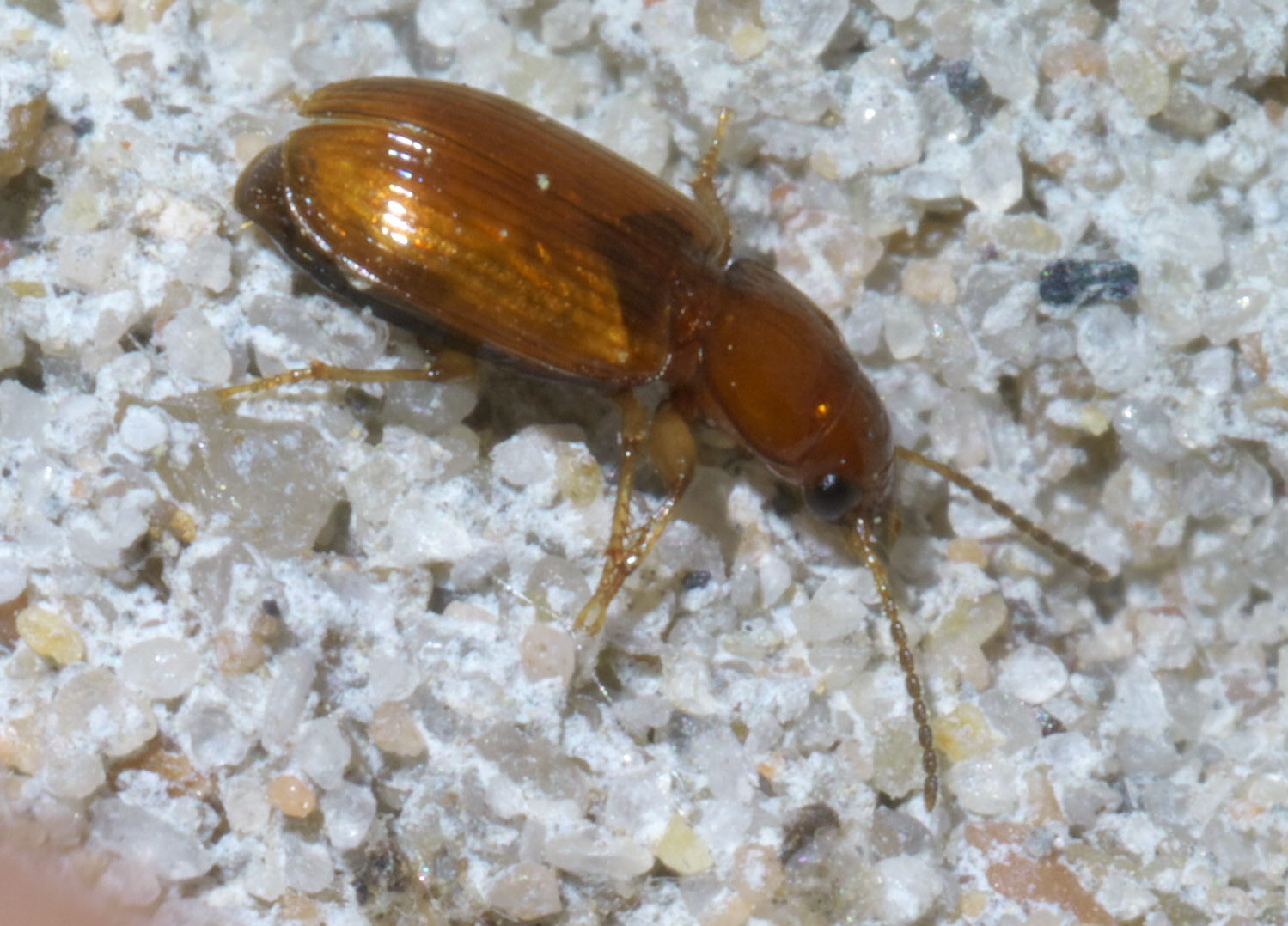
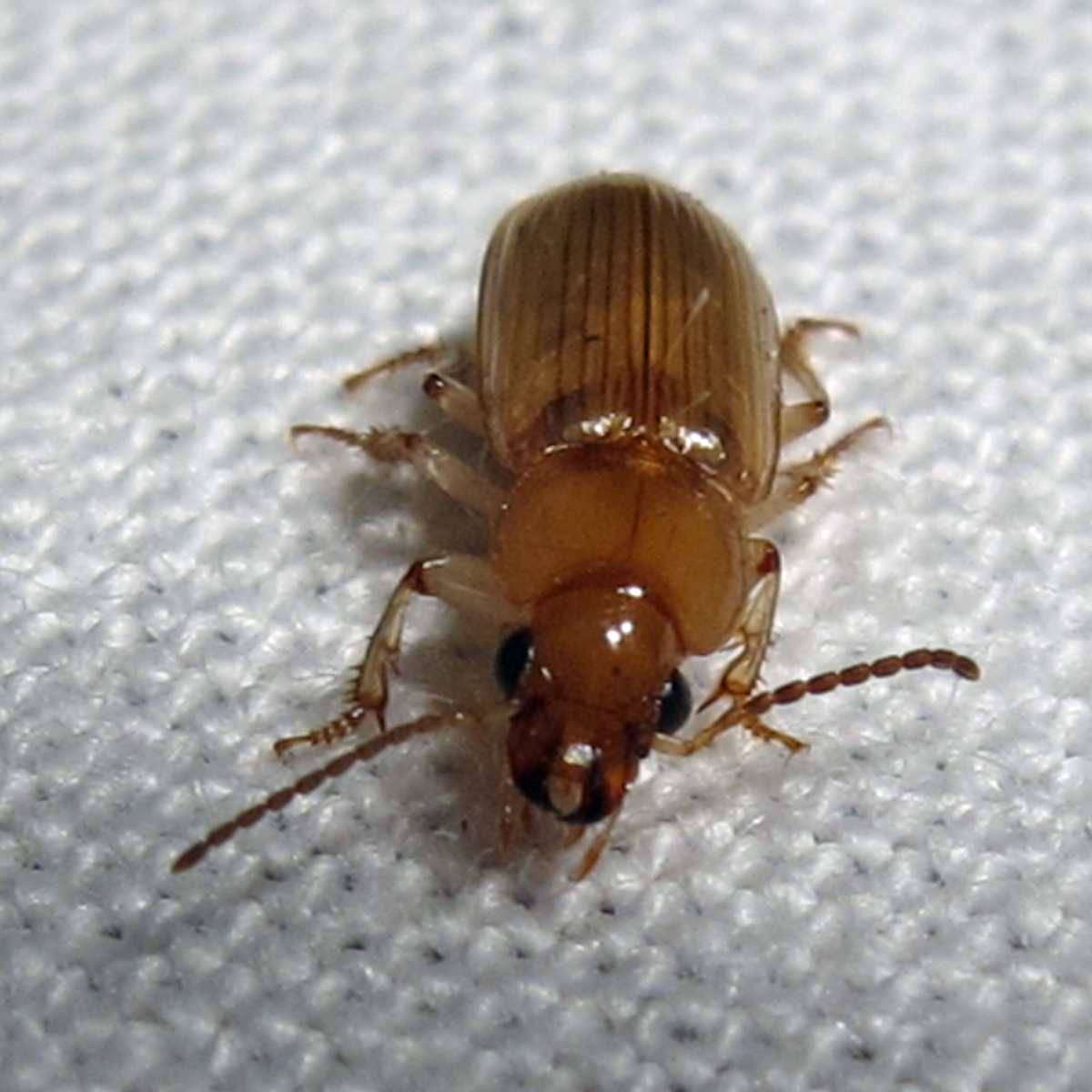